# ポプラズッコケ文学新人賞
ポプラズッコケ文学新人賞（ポプラずっこけぶんがくしんじんしょう）は、ポプラ社が主催する公募の新人文学賞である。2005年に設立されたDreamスマッシュ！大賞、その後2008年に設立されたポプラズッコケ文学賞を引き継ぎ、応募資格を新人に限定し、2010年設立された。小学校中・高学年～中学生が夢中になれる、エンターテインメント小説の募集を目的とした文学賞で、大賞賞金100万円、大賞受賞作品はポプラ社より刊行される。選考状況に応じて、優秀賞、奨励賞、審査員賞などを設定する。
賞名の「ズッコケ」は、同社の人気シリーズである『ズッコケ三人組』シリーズ（那須正幹）に由来しており、那須は本賞の特別審査委員も務めていた。

## 歴代受賞作

### 第1回から第10回
- 第01回 2011年 該当作品なし
- 第02回 2012年 大賞「おれたち戦国ロボサッカー部!」奈雅月ありす、佳作「見習い！？　神社ガールななみ　姫隠町でつかまって」二枚矢コウ
- 第03回 2013年 大賞「焼き上がり５分前！」星はいり
- 第04回 2014年 大賞「さくらいろの季節」蒼沼洋人
- 第05回 2015年 大賞「モツ焼きウォーズ　立花屋の逆襲」ささきかつお
- 第06回 2016年 大賞「夏空に、かんたーた」和泉智
- 第07回 2017年 大賞「セパ！」虹山つるみ
- 第08回 2018年 該当作品なし、佳作「チームヌシへようこそ」ひろつち
- 第09回 2019年 大賞「ライラックのワンピース」小川雅子、編集部賞「ラスト・コール」船郷計治
- 第10回 2020年 該当作品なし、編集部賞「メイク・イット」高村有

### 第11回から第20回
- 第11回 2021年 大賞「ややの一本！剣道まっしぐら日和」八槻綾介、編集部賞「明日、あした、また明日」広山しず
- 第12回 2022年 大賞「天使の恩返し」ことさわみ

## ポプラズッコケ文学賞
- 第01回 2008年 優秀賞「ナニワのＭＡＮＺＡＩプリンセス」荒井寛子、奨励賞「ぼくがバイオリンを弾く理由」西村すぐり、特別奨励賞「’０８ホームズと竜の爪痕」両国龍英、審査員賞「ぼくら６年乙女組」小石ゆき、審査員賞「http：//妖怪探偵局　お悩み募集中」松島美穂子、審査員賞「火の木」桂木九十九、審査員賞「僕とあいつのトライアル」川上途行
- 第02回 2009年 優秀賞「時間割のむこうがわ」小浜ユリ
- 第03回 2010年 奨励賞「人形たちの教室」相原礼以奈

## Dreamスマッシュ！大賞
- 第01回 2005年「魔女っこフウカの家庭訪問」成田覚子
- 第02回 2007年「魔女ポプルと三人の悪魔」堀口勇太